# 29 février en sport
29 janvier 29 mars
Chronologies thématiques
- Croisades
- Ferroviaires
- Disney

Le 29 février (60e jour de l'année en cas d'année bissextile) en sport.

## Événements

### XXesièclede1901à1950
- 1904 :
  - (Football) : à Wrexham, l'Angleterre et le  Pays de Galles font match nul 2-2.
- 1920 :
  - (Football) : à Genève, l'équipe de France s'impose 2-0 face à l'équipe de Suisse.

### XXesièclede1951à2000
- 1984 :
  - (Football) : à Paris, l'équipe de France s'impose 2-0 face à l'équipe d'Angleterre.

### XXIesiècle
- 2004 :
  - (Football) : Middlesbrough FC bat Bolton Wanderers F.C. 2-1, pour remporter la Coupe de la Ligue anglaise.
- 2024 :
  - (Football /L1) :
    - Le Stade Rennais, équipe de Ligue 1 s'impose 3-1 face au Puy Foot, équipe de National 3 du Puy-en-Velay, lors des quarts de finales de la Coupe de France de football au stade François Guichard[1].
    - Paul Pogba, footballeur international français et champion du monde 2018, est suspendu quatre ans pour dopage par le tribunal antidopage italien[2].

## Naissances

### XIXesiècle
- 1876 :
  - Léon Johnson, tireur sportif français. Médaillé de bronze du rifle libre par équipes aux Jeux de Londres 1908 puis médaillé d'argent de la carabine d'ordonnance couché à 300m et de la carabine libre couché à 300m par équipes aux Jeux d'Anvers 1920. († 2 janvier 1943).
  - Louis Rigolly, pilote de courses automobile français. († 7 janvier 1958).
- 1884 : 
  - Frederick Grace, boxeur anglais. Champion olympique des poids légers aux Jeux de Londres 1908. († 23 juillet 1964).

### XXesièclede1901à1950
- 1924 : 
  - Pierre Sinibaldi, footballeur puis entraîneur français. (2 sélections en Équipe de France de football). († 24 janvier 2012).
- 1932 : 
  - Masten Gregory, pilote de F1 et de courses automobile d'endurance américain. Vainqueur des 24 Heures du Mans 1965. († 8 novembre 1985).
- 1936 :
  - Linda Kepp, athlète soviétique. Championne d'Europe du relais 4 × 100 mètres en 1958. († 26 septembre 2006).
  - Henri Richard, hockeyeur sur glace canadien. († 6 mars 2020).
- 1940 :
  - József Szabó, footballeur puis entraîneur soviétique. Médaillé de bronze lors du tournoi de football des Jeux olympiques d'été de 1972. Sélectionneur de l'équipe d'Ukraine en 1994 puis de 1996 à 1999. (40 sélections en équipe nationale).

### XXesièclede1951à2000
- 1952 : 
  - Raïssa Smetanina, fondeuse soviétique puis russe. Championne olympique du 10km et du relais 4×5km puis médaillée d'argent du 5km aux Jeux d'Innsbruck 1976, championne olympique du 5km et médaillée d'argent du relais 4×5km aux Jeux de Lake Placid 1980, médaillée d'argent du 10km et du 20km aux Jeux de Sarajevo 1984, médaillée d'argent du 10km et médaillée de bronze du 20km aux Jeux de Calgary 1988 puis championne olympique du relais 4×5km aux Jeux d'Albertville 1992. Championne du monde du relais 4×5km au ski de fond 1974, 1985 et 1991 puis championne du monde du 20km au ski de fond 1982.
- 1960 : 
  - Daniel Armand Daoust, hockeyeur sur glace canadien.
- 1964 :
  - Carmel Busuttil, footballeur puis entraîneur maltais. (111 sélections en équipe nationale).
  - Ola Lindgren, handballeur puis entraîneur suédois. Médaillé d'argent aux Jeux de Barcelone 1992, aux Jeux d'Atlanta 1996 et aux Jeux de Sydney 2000. Champion du monde de handball 1990 et 2001. Champion d'Europe de handball 1994, 1998, 2000 et 2002. (376 sélections en équipe nationale). Sélectionneur de l'équipe de Suède masculine entre 2008 et 2016 avec laquelle il remporte la médaille d'argent aux Jeux de Londres en 2012 puis de l'équipe de Finlande masculine depuis 2019.
  - Henrik Sundström, joueur de tennis suédois.
  - Marie-Christine Umdenstock, footballeuse française. (36 sélections en équipe nationale).
- 1968 :
  - Irina Kalimbet, rameuse d'aviron soviétique. Médaillée d'argent du quatre de couples lors des Jeux olympiques d'été de 1988.
- 1972 : 
  - Rui Águas, pilote de courses automobile portugais.
  - Brent Copeland, coureur cycliste puis dirigeant sportif sud-africain.
  - Iván García, athlète de sprint cubain. Médaillé de bronze du relais 4×100m aux Jeux de Sydney 2000.
- 1976 :
  - Zoe Baker, nageuse britannique. Médaillée de bronze du 50 mètres brasse lors des Championnats du monde 2001 et Championnats du monde de natation 2003. Vice-championne d'Europe du 50 mètres brasse en 1999 et 2000.
  - Gehad Grisha, arbitre de football égyptien.
  - Katalin Kovács, kayakiste hongroise. Médaillée d'argent du 500m kayak biplace et du 500m kayak quatre places aux Jeux de Sydney 2000, championne olympique du 500m kayak biplace et médaillé d'argent du 500m kayak quatre places aux Jeux d'Athènes 2004 ainsi qu'aux Jeux de Pékin 2008 puis championne olympique du 500m kayak quatre places et médaillée d'argent du 500m kayak biplace aux Jeux de Londres 2012.
- 1980 : 
  - Simon Gagné, hockeyeur sur glace canadien. Champion olympique aux Jeux de Salt Lake City 2002.
  - Rubén Plaza, cycliste sur route espagnol.
  - Taylor Twellman, footballeur puis entraîneur américain. (30 sélections en équipe nationale).
- 1984 : 
  - Laura Asadauskaitė-Zadneprovskienė, pentathlonienne lituanienne. Championne olympique aux Jeux de Londres en 2012 puis médaillée d'argent aux Jeux olympiques de 2020. Championne du monde de l'épreuve individuel en 2013 et du relais mixte en 2014. Championne d'Europe de pentathlon moderne par équipes et du relais 2008, en individuelle 2012, du relais mixte 2014, en individuelle 2015, en individuelle et par équipes 2016 et en individuelle 2019.
  - Núria Martínez, joueuse de basket-ball espagnole. Vice-championne du monde en 2014 et médaillée de bronze lors des Championnats du monde de 2010. Vice-championne d'Europe en 2007 et médaillée de bronze aux Championnats d'Europe de 2003, 2005 et 2015. (141 sélections en équipe nationale).
  - Anna Vanhatalo, hockeyeuse sur glace finlandaise. Médaillée de bronze aux Jeux de Vancouver 2010.
  - Cameron Ward, joueur de hockey sur glace canadien. Médaillée de bronze lors du tournoi de hockey sur glace des Jeux olympiques d'hiver de 2010 et lors des Championnats du monde de 2011.
- 1988 :
  - Hanne Haugen Aas, volleyeuse norvégienne. (7 sélections en équipe nationale).
  - Benedikt Höwedes, footballeur allemand. Champion du monde de football 2014. (44 sélections en équipe nationale).
  - Pauline Kwalea, athlète de sprint Salomonienne.
  - Hannah Mills, skippeuse britannique. Médaillée d'argent du 470 aux Jeux de Londres 2012, championne olympique aux Jeux de 2016 puis de 2020. Championne du monde de 470 en 2012 et 2019 et vice-championne du monde en 2011, 2015 et 2017.
  - Stefania Tarenzi, footballeuse italienne. (16 sélections en équipe nationale).
- 1992 :
  - Alex Allan, joueur de rugby à XV écossais. (8 sélections en équipe nationale).
  - Stefan Crichton, joueur de baseball américain.
  - Jawad El Yamiq, footballeur marocain. Champion d'Afrique des nations de football 2018. (22 sélections en équipe nationale).
  - Eric Kendricks, joueur de foot U.S américain.
  - Perry Kitchen, footballeur américain. (5 sélections en équipe nationale).
  - Jessica Long, nageuse handisport S8 américaine. Championne paralympique des 100m et 400m nage libre et du relais 4×100m nage libre aux Jeux d'Athènes 2004, championne paralympique des 100m et 400m nage libre et du 200m quatre nages, médaillée d'argent du 100m dos et de bronze du 100m brasse aux Jeux de Pékin 2008, championne paralympique des 100m et 400 nage libre, du 100m brasse, du 100m papillon et du 200m quatre nages, médaillée d'argent du 100m dos et du 4 × 100 m nage libre puis de bronze du 4 × 100 m 4 nages aux Jeux de Londres 2012, championne olympique du 200m quatre nages, médaillée d'argent du 400m nage libre, du 100m brasse et du relais 4 x 100 m nage libre puis de bronze du 100m dos et du 100m papillon aux Jeux de Rio 2026, championne paralympique du 100m papillon, du 200m quatre nages et du relais 4x100 m 4 nages, médaillée d'argent du 400m nage libre et de bronze du 100m dos aux Jeux de Tokyo 2020, championne paralympique du 400m nage libre et du 100m papillon aux jeux de Paris 2024. Championne du monde de natation handisport à 33 reprises.
  - Saphir Taïder, footballeur franco-algérien. (41 sélections avec l'équipe d'Algérie).
- 1996 :
  - Nelson Asofa-Solomona, joueur de rugby à XV néo-zélandais. (15 sélections en équipe nationale).
  - Rajindra Campbell, athlète de lancers jamaïcain. Médaillé de bronze du poids aux Jeux de Paris 2024.
  - Tarryn Davey, joueuse de hockey sur gazon néo-zélandaise. (31 sélections en équipe nationale).
  - Wafa Hafsi, boxeuse tunisienne.
  - Jonas Kløjgård Jensen, athlète de sauts en hauteur danois.
  - Ofelia Malinov, volleyeuse italienne. Vice-championne du monde en 2018 et médaillée de bronze des mondiaux de 2022. Championne d'Europe en 2021. (44 sélections en équipe nationale).
  - Reece Prescod, athlète de sprint britannique.
  - Laura Ruggieri, archère française. Championne d'Europe de tir à l'arc par équipes 2014.
  - Rhizlane Siba, athlète de sauts marocaine. Championne d'Afrique d'athlétisme de la hauteur 2014.
- 2000 :
  - Tyrese Haliburton, basketteur américain. Champion olympique aux Jeux de Paris 2024.
  - Justine Lerond, footballeuse française. Championne d'Europe féminin de football des moins de 19 ans 2019.
  - Jesper Lindstrøm, footballeur danois. (18 sélections en équipe nationale).
  - Jordan Rezabala, footballeur équatorien.
  - Hugo Vetlesen, footballeur belgeo-norvégien. (6 sélections avec l'équipe de Norvège).
  - Ferran Torres, footballeur espagnol. (49 sélections en équipe nationale).

### XXIesiècle
- 2004 :
  - Lydia Jacoby, nageuse américaine. Championne olympique du 100 mètres brasse et médaillée d'argent du relais 4 × 100 mètres 4 nages lors des Jeux de Tokyo 2020. Championne du monde  du relais 4 × 100 mètres 4 nages et médaillée de bronze du 100 mètres brasse lors des Championnats du monde de 2023.
  - Abdukodir Khusanov, footballeur ouzbek. (22 sélections en équipe nationale).
- 2008 :
  - Thomas Campaniello, footballeur italien.

## Décès

### XXesièclede1901à1950
- 1904 :
  - Alfred Velghe, 33 ans, pilote automobile franco-belge. (° 16 juin 1870).

### XXesièclede1951à2000
- 1964 :
  - Victor Thuau, 83 ans, coureur cycliste français. (° 14 septembre 1880).
- 1972 :
  - Paul Texier, 82 ans, coureur cycliste français. Médaillé de bronze de vitesse amateur lors des Championnats du monde 1910. (° 28 avril 1889).
- 1976 :
  - Thomas Glasson Lance, 84 ans, coureur cycliste britannique. Champion olympique en tandem lors des Jeux de 1920. (° 14 juin 1891).
- 1980 :
  - Robert Walthour Junior, 77 ans, coureur cycliste américain. (° 27 septembre 1902).
- 1988 :
  - Kaare Wahlberg, 75 ans, sauteur à ski norvégien. Médaillé de bronze de l'épreuve individuel lors des Jeux olympiques d'hiver de 1932. (3 juillet 1912).
- 1992 :
  - Willie Fagan, 75 ans, footballeur puis entraîneur écossais. (1 sélection en équipe nationale). (° 20 février 1917).
- 1996 :
  - Szapsel Rotholc, 83 ans, boxeur polonais. Médaillé de bronze de la catégorie des poids mouches lors des Championnats d'Europe de 1934. (° 7 février 1913).
- 2000 :
  - Karen Hoff, 78 ans, céiste danoise. Championne olympique en K-1 sur 1 500 mètres lors des Jeux d'été de 1948. Championne du monde en K-2 sur 500 mètres en 1948 et médaillée d'argent du en K-1 sur 1 500 mètres en 1950. (° 29 mai 1921).

### XXIesiècle
- 2004 :
  - Oleksandr Beresh, 26 ans, gymnaste ukrainien. Médaillé d'argent du concours général par équipes et médaillé de bronze du concours général individuel lors des Jeux olympiques de Sydney en 2000. médaillé de bronze de la bare fixe lors des Championnats du monde de 1997, médaillé d'argent de la barre fixe et de bronze du cheval d'arçon et du concours général par équipes lors des mondiaux de 2001. Champion d'Europe du concours général individuel et de la barre fixe en 2000. (° 12 octobre 1977).
- 2008 :
  - Louis Dehaye, 79 ans, joueur de rugby à XIII français. (° 27 septembre 1928).
  - Alain Gottvallès, 65 ans, nageur français. Champion d'Europe de natation du 100m et du relais 4×100m nage libre 1962. (° 22 mars 1942).
  - Ralph Hansch, 83 ans, joueur de hockey sur glace canadien. Champion olympique lors du tournoi de hockey sur glace des Jeux d'hiver de 1952. (° 20 mai 1924).
- 2016 : 
  - Hannes Löhr, footballeur puis entraîneur allemand. Champion d'Europe de football 1972. (20 sélections en équipe nationale). Entraîneur de l'équipe espoir d'Allemagne Médaillé de bronze aux Jeux de Séoul 1988. (° 5 juillet 1942).
  - José Parra Martínez, 90 ans, footballeur espagnol. (7 sélections en équipe nationale). (° 28 août 1925).
- 2020 :
  - Daniel Doom, 85 ans, coureur cycliste belge. (28 novembre 1934).
  - Arnaud Marquesuzaa, 85 ans, joueur de rugby à XV français. (10 sélections en équipe nationale). (° 14 juin 1934).
  - Éva Székely, 92 ans, nageuse hongroise. Championne olympique du 200 mètres brasse lors des Jeux d'été de 1952 puis médaillée d'argent de la même épreuve en 1956 aux Jeux de Melbourne en 1956. (° 3 avril 1927).
  - Andreï Vedernikov, 60 ans, coureur cycliste soviétique. (° 1er octobre 1969).